# Siedenburg
Siedenburg é um município da Alemanha localizado no distrito de Diepholz, estado da Baixa Saxônia.
É membro e sede do Samtgemeinde de Siedenburg.